# Pilea suta
Pilea suta är en nässelväxtart som beskrevs av Charles Dennis Adams. Pilea suta ingår i släktet pileor, och familjen nässelväxter. Inga underarter finns listade i Catalogue of Life.